# Exposition spécialisée de 1975
L’Exposition Internationale des Océans (1975) est une Exposition dite « Spécialisée » reconnue par le Bureau international des Expositions (BIE)  qui a eu lieu du 20 juillet 1975 au 18 janvier 1976 dans la ville de Motobu à Okinawa sur le thème « La Mer telle que nous aimerions la voir ». L’architecte japonais Kiyonori Kikutake y a construit une ville flottante  nommée Aquapolis, située à 32 mètres au-dessus du niveau de la mer. À la fin de l’Exposition, le site a été transformé. Rebaptisé Ocean Expo Park il a abrité l’Aquapolis jusqu’en 2000.
Le choix d’organiser une exposition sur ce thème à Okinawa a été fait le 24 mai 1972 par les États membres du Bureau international des expositions. L’exposition a été reconnue le 25 mai 1972 par l’Assemblée générale du Bureau International des Expositions.